# امیلین‌گاسن (سمتگمیند)
امیلین‌گاسن (سمتگمیند) (به آلمانی: Amelinghausen (Samtgemeinde)) یک منطقهٔ مسکونی در آلمان است که در نیدرزاکسن واقع شده‌است.

## خصوصیات
امیلین‌گاسن ۱۹۴٫۴۸ کیلومترمربع مساحت دارد ۶۶ متر بالاتر از سطح دریا واقع شده‌است.